# World Athletics Continental Tour
Le World Athletics Continental Tour est une compétition annuelle d'athlétisme organisée depuis 2020 par World Athletics et regroupant plusieurs meetings internationaux. Ces meetings sont initialement répartis en trois catégories : « or », « argent » et « bronze ». À partir de 2022 s'ajoute une quatrième catégorie, « challenger ». Le statut de chaque meeting est lié au niveau de la compétition ainsi que de la dotation.
Le circuit du World Athletics Continental Tour, qui succède au Challenge mondial IAAF, permet également de faire une place aux quatre disciplines non retenues pour la Ligue de diamant 2020 : le 200 m, le triple saut, le 3000 m steeple et le lancer du disque, ainsi que le lancer du marteau, déjà exclu du circuit principal.
De 28 meetings en 2020, on est passé à 69 en 2021, 152 en 2022, 230 en 2023 et 271 meetings en 2024.

## Meeting

### Catégorie Or
- (X) : meeting annulé

| Meeting                          | Ville          | Pays       | 2020 | 2021 | 2022 | 2023 | 2024 |
| -------------------------------- | -------------- | ---------- | ---- | ---- | ---- | ---- | ---- |
| Maurie Plant Meet                | Melbourne      | Australie  |      |      |      | X    | X    |
| Grenada Invitational             | Saint-Georges  | Grenade    |      |      |      | X    |      |
| Botswana Golden Grand Prix       | Gaborone       | Botswana   |      |      |      | X    |      |
| USATF Bermuda Games              | Devonshire     | Bermudes   |      |      | X    | X    |      |
| USATF Los Angeles Invitational   | Los Angeles    | États-Unis |      |      |      | X    | X    |
| Golden Games                     | Walnut         | États-Unis |      | X    | X    |      |      |
| Kip Keino Classic                | Nairobi        | Kenya      | X    | X    | X    | X    | X    |
| Seiko Golden Grand Prix          | Yokohama       | Japon      | X    | X    | X    | X    | X    |
| Golden Spike Ostrava             | Ostrava        | Tchéquie   | X    | X    | X    | X    | X    |
| Mémorial Irena Szewińska         | Bydgoszcz      | Pologne    |      | X    | X    | X    | X    |
| Mémorial Janusz-Kusociński       | Chorzów        | Pologne    |      |      | X    |      |      |
| FBK Games                        | Hengelo        | Pays-Bas   | (X)  | X    | X    | X    | X    |
| New York Grand Prix              | New York       | États-Unis |      |      | X    | X    | X    |
| Paavo Nurmi Games                | Turku          | Finlande   | X    | X    | X    | X    | X    |
| Mémorial István-Gyulai           | Székesfehérvár | Hongrie    | X    | X    | X    | X    | X    |
| Mémorial Kamila Skolimowska      | Chorzów        | Pologne    | X    | X    |      |      |      |
| Mémorial Hanžeković              | Zagreb         | Croatie    | X    | X    | X    | X    | X    |
| Nanjing Continental Tour Meeting | Nankin         | Chine      | (X)  |      |      |      |      |
| Racers Adidas Grand Prix         | Kingston       | Jamaïque   | (X)  |      |      |      |      |
| USATF Grand Prix                 | Eugene         | États-Unis |      | X    |      |      |      |
| Boston Games                     | Boston         | États-Unis |      | X    |      |      |      |

### Catégorie Argent
- (X) : meeting annulé

| Meeting                                     | Ville             | Pays        | 2020 | 2021 | 2022 |
| ------------------------------------------- | ----------------- | ----------- | ---- | ---- | ---- |
| Mémorial Janusz-Kusociński                  | Chorzów           | Pologne     | X    | X    |      |
| Palio Città della Quercia                   | Rovereto          | Italie      | X    | X    | X    |
| P-T-S Meeting                               | Šamorín           | Slovaquie   | X    | X    | X    |
| ISTAF Berlin                                | Berlin            | Allemagne   | X    | X    | X    |
| Grande Premio Brasil Caixa de Atletismo     | Bragança Paulista | Brésil      | X    |      |      |
| Brisbane Track Classic                      | Brisbane          | Australie   | (X)  | X    | X    |
| Grenada International Invitational          | Saint Georges     | Grenade     | (X)  |      |      |
| Drake Relays                                | Des Moines        | États-Unis  | (X)  | X    | X    |
| Florida Invitational                        | Miramar           | États-Unis  | (X)  | X    |      |
| Meeting d'athlétisme de Madrid              | Madrid            | Espagne     | (X)  | X    | X    |
| Spitzen Leichtathletik Luzern               | Lucerne           | Suisse      | (X)  | X    | X    |
| Jamaica International Invitational          | Kingston          | Jamaïque    | (X)  |      |      |
| USATF Sprint Summit                         | Prairie View      | États-Unis  |      | X    |      |
| USATF Invitational                          | Prairie View      | États-Unis  |      | X    |      |
| USATF Showcase                              | Prairie View      | États-Unis  |      | X    |      |
| USATF Throws Fest                           | Tucson            | États-Unis  |      | X    | X    |
| NACAC New Life Invitational                 | Miramar           | États-Unis  |      | X    | X    |
| Filothei Women Gala                         | Athènes           | Grèce       |      | X    |      |
| Gala dei Castelli                           | Bellinzone        | Suisse      |      | X    | X    |
| Grand Prix International CAA de Douala      | Douala            | Cameroun    |      |      | X    |
| Puerto Rico International Athletics Classic | Ponce             | Porto Rico  |      |      | X    |
| USATF Distance Classic                      | Walnut            | États-Unis  |      |      | X    |
| Meeting de Montreuil                        | Montreuil         | France      |      |      | X    |
| Manchester World Athletics Continental Tour | Manchester        | Royaume-Uni |      |      | X    |
| Music City Track Carnival Festival          | Nashville         | États-Unis  |      |      | X    |
| Kuortane Games                              | Kuortane          | Finlande    |      |      | X    |
| Pre World Championships Invitational        | Edmonton          | Canada      |      |      | X    |
| Murphey Classic                             | Memphis           | États-Unis  |      |      | X    |

### Catégorie Bronze
- (X) : meeting annulé

| Meeting                                                      | Ville                | Pays                   | 2020 | 2021 | 2022 |
| ------------------------------------------------------------ | -------------------- | ---------------------- | ---- | ---- | ---- |
| Sydney Track Classic                                         | Sydney               | Australie              | X    |      | X    |
| Sir Graeme Douglas International                             | Auckland             | Nouvelle-Zélande       | X    | X    | X    |
| Michitaka Kinami Memorial Meet                               | Osaka                | Japon                  | X    | X    | X    |
| Mémorial Josef-Odložil                                       | Prague               | Tchéquie               | X    | X    | X    |
| Karlstad GP                                                  | Karlstad             | Suède                  | X    | X    | X    |
| Kuortane Games                                               | Kuortane             | Finlande               | X    | X    |      |
| Sollentuna GP                                                | Sollentuna           | Suède                  | X    | X    | X    |
| Mémorial Irena Szewińska                                     | Bydgoszcz            | Pologne                | X    |      |      |
| Drake Blue Oval Showcase                                     | Des Moines           | États-Unis             | X    |      |      |
| Göteborg Friidrott GP                                        | Göteborg             | Suède                  | X    | X    |      |
| Meeting d'athlétisme de Marseille                            | Marseille            | France                 | X    | X    |      |
| KBC Night of Athletics                                       | Heusden-Zolder       | Belgique               | X    | X    | X    |
| Anhalt                                                       | Dessau-Roßlau        | Allemagne              | X    | X    | X    |
| Galà dei Castelli                                            | Bellinzone           | Suisse                 | X    |      |      |
| Kladno Hazi a Kladenske Memorialy                            | Kladno               | Tchéquie               | X    | X    | X    |
| Denka Athletics Challenge Cup                                | Niigata              | Japon                  | X    | X    | X    |
| Mémorial Mikio Oda                                           | Hiroshima            | Japon                  | (X)  | X    | X    |
| Shizuoka International Meet                                  | Fukuroi              | Japon                  | (X)  | X    | X    |
| Meeting Stanislas                                            | Nancy                | France                 | (X)  | X    | X    |
| Meeting Int. d'Athletisme Grande Caraibe - Region Guadeloupe | Baie-Mahault         | France                 | (X)  |      |      |
| Meeting Jaen Paraiso Interior                                | Andújar              | Espagne                | (X)  | X    | X    |
| Trond Mohn Games                                             | Bergen               | Norvège                | (X)  | X    | X    |
| Venizelia                                                    | La Canée             | Grèce                  | (X)  | X    | X    |
| Joensuu Games                                                | Joensuu              | Finlande               | (X)  |      |      |
| Aliann Pompey Invitational                                   | Georgetown           | Guyana                 | (X)  |      |      |
| Meeting Iberoamericano de Atletismo                          | Huelva               | Espagne                | (X)  | X    | X    |
| Athleticagenève - Memorial Georges Caillat                   | Genève               | Suisse                 | (X)  | X    | X    |
| Mémorial Qosanov                                             | Almaty               | Kazakhstan             | (X)  | X    | X    |
| Copenhagen Athletics Games                                   | Copenhague           | Danemark               | (X)  | X    | X    |
| Meeting de Montreuil                                         | Montreuil            | France                 | (X)  | X    |      |
| Meeting international d'athlétisme de Sotteville-lès-Rouen   | Sotteville-lès-Rouen | France                 | (X)  | X    | X    |
| International Pfingstsportfest                               | Rehlingen            | Allemagne              | (X)  | X    | X    |
| Citius Meeting                                               | Berne                | Suisse                 | (X)  | X    | X    |
| Sunset Tour - UCLA                                           | Los Angeles          | États-Unis             | (X)  |      |      |
| Meeting de la ville de Padoue                                | Padoue               | Italie                 | (X)  | X    | X    |
| Meeting International de la Province de Liège                | Liège                | Belgique               | (X)  | X    | X    |
| International Track Meet                                     | Christchurch         | Nouvelle-Zélande       |      | X    | X    |
| Canberra Track Classic                                       | Canberra             | Australie              |      | X    |      |
| Track meet                                                   | Irvine               | États-Unis             |      | X    |      |
| USATF Open                                                   | Fort Worth           | États-Unis             |      | X    |      |
| Chula Vista Field Fest                                       | Chula Vista          | États-Unis             |      | X    |      |
| Duval County Challenge                                       | Jacksonville         | États-Unis             |      | X    | X    |
| Hungarian GP Series                                          | Tatabánya            | Hongrie                |      | X    |      |
| Hungarian GP Series                                          | Budapest             | Hongrie                |      | X    | X    |
| Music City Track Carnival Festival                           | Nashville            | États-Unis             |      | X    |      |
| True Athletes Classics                                       | Leverkusen           | Allemagne              |      | X    | X    |
| La Classique d'athlétisme De Montréal                        | Montréal             | Canada                 |      | X    |      |
| Ed Murphey Classic                                           | Memphis              | États-Unis             |      | X    |      |
| Melbourne Track Classic                                      | Melbourne            | Australie              |      |      | X    |
| The Penn Relays Carnival                                     | Philadelphie         | États-Unis             |      |      | X    |
| Meeting international de Gaborone                            | Gaborone             | Botswana               |      |      | X    |
| Grande Premio Brasil Caixa de Atletismo                      | São Paulo            | Brésil                 |      |      | X    |
| Orange County Classic                                        | San Juan Capistrano  | États-Unis             |      |      | X    |
| Felix Sánchez Classic                                        | Saint-Domingue       | République dominicaine |      |      | X    |
| Track Night NYC                                              | New York             | États-Unis             |      |      | X    |
| International Jumping Meeting "Filahtlitikos Kallithea"      | Athènes              | Grèce                  |      |      | X    |
| Poznań Athletics Grand Prix                                  | Poznań               | Pologne                |      |      | X    |
| Filothei Women Gala                                          | Athènes              | Grèce                  |      |      | X    |
| Austrian Open                                                | Eisenstadt           | Autriche               |      |      | X    |
| Dromia International Sprint and Relays Meeting               | Vari                 | Grèce                  |      |      | X    |
| Jessheim 1500m Elite                                         | Jessheim             | Norvège                |      |      | X    |
| Harry Jerome International Track Classic                     | Burnaby              | Canada                 |      |      | X    |
| Meeting de Dakar                                             | Dakar                | Sénégal                |      |      | X    |
| Boysen Memorial                                              | Oslo                 | Norvège                |      |      | X    |
| Stars and Stripes Classic                                    | Marietta             | États-Unis             |      |      | X    |
| Cork City Sports                                             | Cork                 | Irlande                |      |      | X    |
| Sunset Tour - Occidental College                             | Los Angeles          | États-Unis             |      |      | X    |
| Gothenburg Athletics GP                                      | Göteborg             | Suède                  |      |      | X    |
| Hungarian GP Series                                          | Győr                 | Hongrie                |      |      | X    |